# Alain Planet
Pour les articles homonymes, voir Planet.
Alain Planet, né le 18 novembre 1948 à Privas en Ardèche, est un évêque français, évêque de Carcassonne et Narbonne de 2004 à 2023.

## Biographie

### Formation
Après avoir suivi des études de lettres et de droit à l'université de Grenoble, Alain Planet est titulaire d'une licence et d'un CAFEP en lettres modernes. Il a été professeur de lettres, à l'établissement des maristes de Bourg-de-Péage,  puis directeur du lycée Saint-Maurice de Romans.
Il est ensuite entré au séminaire Saint-Irénée de Lyon et a suivi un cursus à la faculté de théologie de Lyon où il a obtenu une maîtrise en théologie.

### Principaux ministères
Il a été ordonné prêtre à l'âge de 32 ans, le 24 mai 1981, pour le diocèse de Valence.
Après avoir été pendant sept ans délégué épiscopal chargé de l'aumônerie de l'enseignement public de Valence, il a été responsable de la pastorale des vocations et de la pastorale sacramentelle et liturgique du diocèse, tout en ayant un ministère paroissial à Valence. En 1999, il devient délégué épiscopal pour le diaconat permanent.
Nommé évêque du diocèse de Carcassonne le 24 juin 2004, il a été consacré le 19 septembre de la même année par Guy Thomazeau, archevêque de Montpellier, assisté de Jacques Despierre, son prédécesseur et de Jean-Christophe Lagleize, évêque de Valence. 
Il est membre du Conseil permanent de la Conférence des évêques de France. Il a été responsable de la cellule pour les dérives sectaires dans des communautés catholiques au sein de la Conférence des évêques de France. Il est remplacé par Jean-Luc Brunin à la suite de l'assemblée plénière des évêques de France de novembre 2021.
Alain Planet succède à Guy Thomazeau comme chapelain général des associations françaises de l’ordre souverain de Malte.
Le 15 juillet 2022, le pape François nomme un évêque coadjuteur pour le diocèse. Il s'agit de Bruno Valentin, jusqu'à présent évêque auxiliaire de Versailles. À ce titre, il s’installera immédiatement sur le siège épiscopal de l’Aude lorsque Alain Planet le quittera.
Le 1er mars 2023, il annonce vouloir quitter sa charge avant d'avoir atteint la limite d'âge, et avoir envoyé sa démission au pape François. Il laisse sa place à Bruno Valentin à compter du 31 mars, jour de célébration de sa messe d'adieu,. Il prévoit de loger à Lyon, auprès de la société des Prêtres de saint-Irénée, au sein même de l'institution des Chartreux.
Le 1er avril 2023, il célèbre sa première messe publique en qualité d'évêque émérite au côté de son prédécesseur Jacques Despierre pour les obsèques de l'abbé Jean Cazaux.